# Elettronica (singolo)
Elettronica è un singolo del cantautore italiano Samuel, pubblicato il 7 gennaio 2022.

## Video musicale
Il video, diretto da Ivan Cazzola e girato a Torino, è stato pubblicato contestualmente all'uscita del singolo sul canale YouTube del cantante.

## Tracce
Testi e musiche di Davide Pavanello e Andrea Bonomo.
1. Elettronica – 3:03